# Tatsuo Fukuda
Tatsuo Fukuda (jap. 福田 達夫 Fukuda Tatsuo; * 5. März 1967 in der Präfektur Tokio) ist ein japanischer Politiker, Abgeordneter im Shūgiin, dem Unterhaus des nationalen Parlaments, für den 4. Wahlkreis Gunma und Vizegeneralsekretär der Liberaldemokratischen Partei (LDP); innerparteilich gehörte er zuletzt zur Abe-Faktion, der einstigen Fukuda-Faktion seines Großvaters.
Fukuda wurde nach seinem Studium an der rechtswissenschaftlichen Fakultät der Keiō-Universität und dem Institut für internationale Studien der Johns-Hopkins-Universität Angestellter beim Handelshaus Mitsubishi Shōji. Nach elf Jahren verließ er 2004 das Unternehmen und wurde Sekretär von Yasuo Fukuda, Abgeordneter für den 4. Wahlkreis Gunma, Vater und ab 2007 für ein Jahr LDP-Vorsitzender und -Premierminister. Nach fünf Jahren in Tokio kehrte er für drei Jahre in die Heimat nach Gunma zurück, wo er unter anderem als „Research Fellow“ (risāchi ferrō) am Gunma Gaku Center der präfekturbetriebenen Frauenuniversität Gunma forschte.
Als sich Yasuo Fukuda zur Shūgiin-Wahl 2012 zurückzog, übernahm Tatsuo Fukuda dessen LDP-Wahlkreiskandidatur und gewann mit rund 56 % der Stimmen und deutlichem Vorsprung auf seine drei Gegenkandidaten. 2014, 2017, 2021 und 2024 wurde er ungefährdet wiedergewählt. Von 2017 bis 2018 war er daijin seimukan (~parlamentarischer Staatssekretär), gleichzeitig beim Kabinettsamt und im Verteidigungsministerium.
Im Vorfeld der Wahl des LDP-Vorsitzenden 2021 führte Fukuda zusammen mit Jun Tsushima eine neue Vereinigung von vor allem jüngeren LDP-Abgeordneten an, die tōfū isshin no kai (党風一新の会, etwa „Vereinigung zur grundsätzlichen Erneuerung des Parteigeistes“), die über die Grenzen der Faktionen hinweg innerparteiliche Reformen fordert. Tatsächlich gab es bei der Wahl 2021 einen offenen inhaltlichen Wahlkampf der Kandidaten, bei dem zumindest nicht von vornherein die Faktionen das Ergebnis vorbestimmt hatten. Der neue Vorsitzende Fumio Kishida berief Fukuda anschließend als Vorsitzender des Exekutivrats auf eines der traditionell wichtigsten „drei Parteiämter“. 2022 wurde er durch Toshiaki Endō abgelöst.
Unter Kishidas Nachfolger Shigeru Ishiba wurde Fukuda im September 2024 zum [ersten/einzigen] stellvertretenden Generalsekretär (kanjichō-daikō).

## Familie

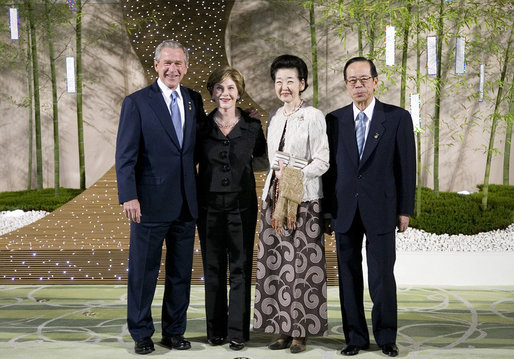
Tatsuo Fukudas Eltern Kiyoko und Yasuo (rechts) mit Laura und George W. Bush bei einem G-8-Gipfel

Fukudas Vater Yasuo war Abgeordneter (im Shūgiin für Gunma), LDP-Vorsitzender und mehrfach Minister, sein Großvater Takeo Abgeordneter (Shūgiin, Gunma), LDP-Vorsitzender und mehrfach Minister, sein Großonkel Hiroichi Abgeordneter (Sangiin, Gunma) für die LDP und Staatssekretär, sein Urgroßvater mütterlicherseits Yukio Sakurauchi Abgeordneter (Shūgiin, Shimane) und mehrfach Minister, sein Großonkel Yoshio Sakurauchi Abgeordneter (Shūgiin, Shimane), LDP-Generalsekretär und mehrfach Minister.